# Callitrichia cacuminata
Callitrichia cacuminata là một loài nhện trong họ Linyphiidae.
Loài này thuộc chi Callitrichia. Callitrichia cacuminata được Herman Theodor Holm miêu tả năm 1962.